# Mange ta ville
Mange ta ville est une émission de télévision québécoise de type magazine culturel devenue culte, présentant des artistes non conventionnels et des endroits peu connus de la ville de Montréal. Elle est animée et créée par Catherine Pogonat et diffusée entre le 24 août 2005 et 2010 sur la chaîne ARTV, et rediffusée jusqu'à la fin septembre 2011. Devenue mythique, cette émission a été suivie par des centaines de milliers de fans pendant six saisons et a laissé une trace indélébile dans la culture québécoise. Mange ta ville est toujours cité comme le magazine culturel marquant de la télé québécoise. 

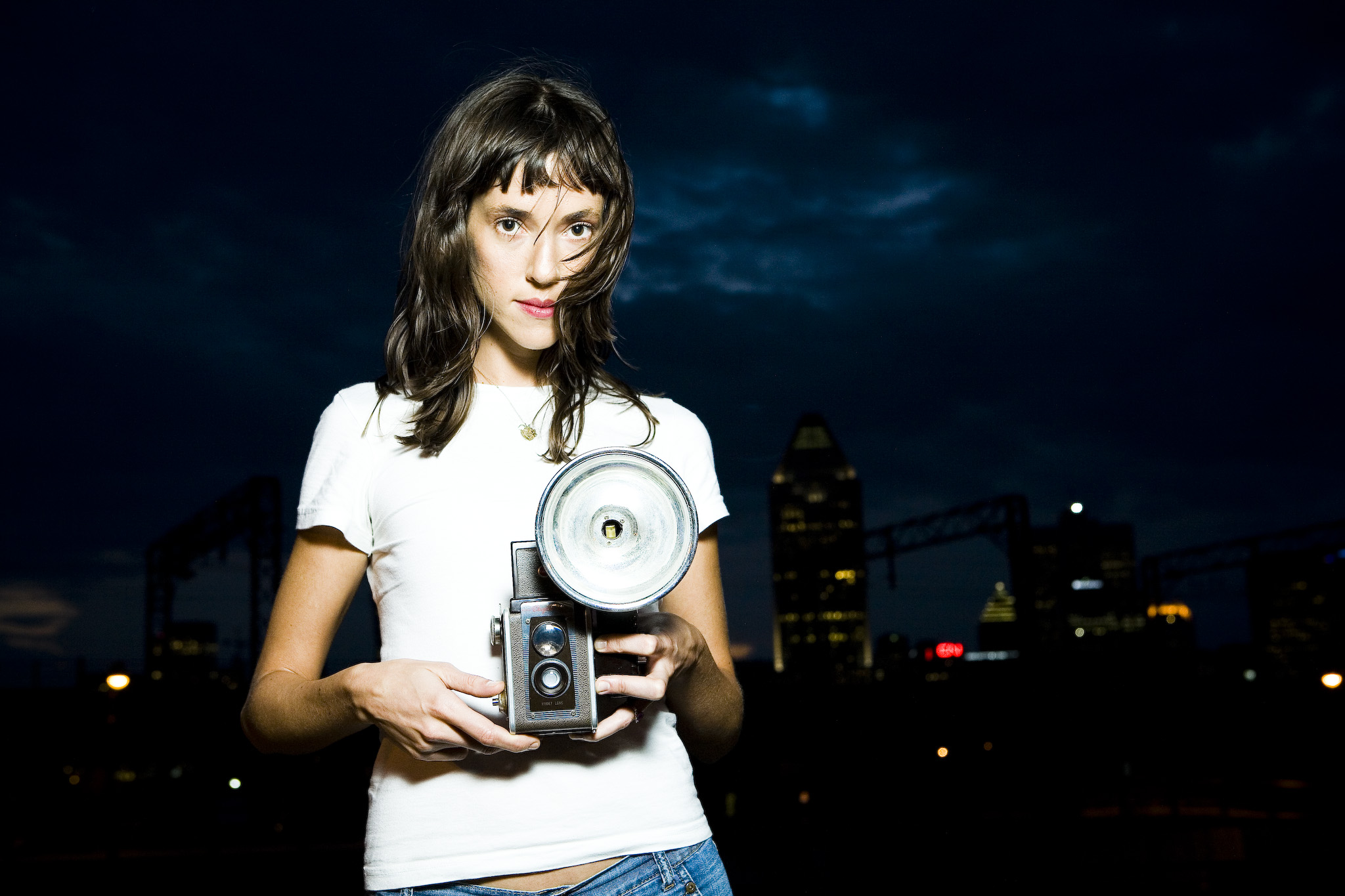

## Historique
Mange ta ville  est un magazine culturel télévisé québécois qui débute le 24 août 2005 sur les ondes d'ARTV. Des entrevues fantaisistes, des perfos dans des lieux surprenants, cachés de Montréal, des parcours dans la ville, les artistes qui feront le monde de demain. L’émission culminera par la diffusion de son ultime épisode, un film intitulé Inventer la suite, présenté au Festival du Nouveau Cinéma en 2010. Créé par Catherine Pogonat et Éric Morin, ce magazine est maintenant enseigné à l'université, est devenu une référence en culture, musique et innovation télé. Parmi les artistes reçus à Mange ta ville : Xavier Dolan, Beck, Coeur de pirate, Pierre Lapointe, R.E.M., Louise Lecavalier, Philippe Katerine, -M-, Michèle Richard, Marc Labrèche, Jean Leloup, Robert Lepage, Lucien Francoeur.
En 2009, une émission présente exceptionnellement un épisode à Vancouver, en Colombie-Britannique. Des épisodes spéciaux sur Toronto, Tahiti, New York, et Rouyn-Noranda seront aussi présentés au fil des ans. Mais Montréal restera le coeur, le décor et le sujet de Mange ta ville.
La musique thème du magazine est une création originale du groupe Malajube, ensuite remixée par DJ Poirier.

## Prix et distinctions

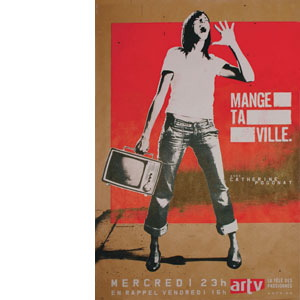
Affiche originale Mange ta ville

- En 2009, lors du gala des prix Gémeaux, Catherine Pogonat reçoit la statuette dans la  catégorie « Meilleure animation pour un magazine » pour Mange ta ville[3]. Mange ta ville a remporté 5 fois le Prix Gémeaux du «Meilleur magazine culturel». Éric Morin, réalisateur, et les monteurs, ont aussi été récompensés au Gala des Prix Gémeaux plusieurs fois.